# 武永
武永（法語：Vouillon，法語發音：[vujɔ̃]），法国中部市镇，属于中央-卢瓦尔河谷大区安德尔省，隶属于伊苏丹区，其市镇面积为14.98平方公里，2022年1月1日时人口数量为224人，在法国城市中排名第24,650位。
武永位于安德尔省东部，利耶内河畔，有两条公路在此交汇。

## 地名来源
“武永”一名的来源尚有待考证。

## 历史
武永历史上长期为一处普通村落。法国大革命后，武永成为安德尔省的一个市镇。

## 地理

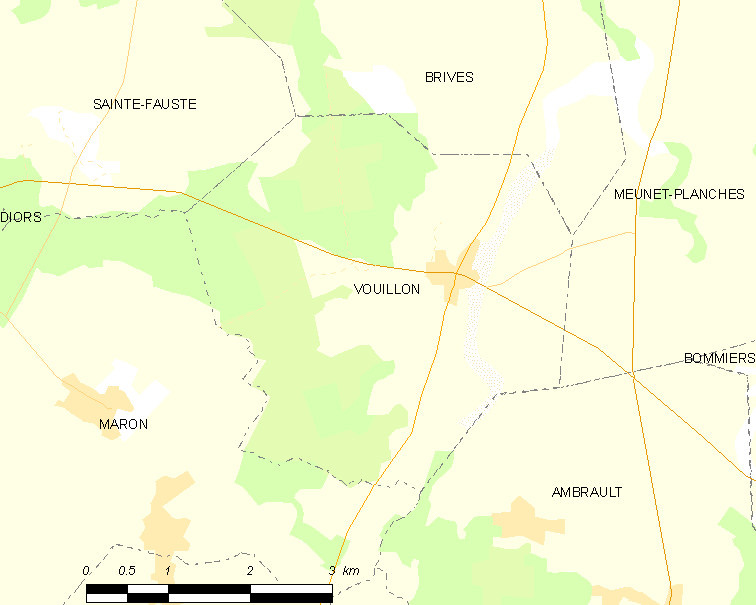
武永市镇范围地图

武永位于法国中部，中央-卢瓦尔河谷大区南部和安德尔省东部，距离省会沙托鲁大约19公里。与武永接壤的市镇包括：昂布罗、布里沃、马龙、默内-普朗什、圣福斯特。

### 地形
武永位于贝里平原南部腹地，境内以平原为主，市镇中心地势较为平坦，南部略有起伏，全境海拔在142到171米之间。

### 水文
利耶内河自南向北流经境内东部，该河是泰奥勒河的左岸支流，属于卢瓦尔河水系。

### 植被
武永属于温带阔叶混交林区，林地主要分布于河流附近。
在鲜花城市的评比中，武永暂未被评级。

### 气候
武永在柯本气候分类法中属于温带海洋性气候。

## 行政区划
武永是法国中央-卢瓦尔河谷大区安德尔省的一个市镇，编号为36248。武永隶属于伊苏丹区、安德尔省第二选区以及阿尔当特县，同时也是布瓦绍乡村市镇公共社区的组成部分。
法国国家统计与经济研究所（简称）在进行数据统计时，未将武永划入任何城市核心区（Unité urbaine），并将包括武永在内的周边共44个市镇划为沙托鲁城市区。自2020年起，沙托鲁城市区被包含71个市镇的沙托鲁城市辐射区代替。此外，还将武永市镇整体看作一个“块区”（IRIS），以便于统计人口分布情况。

## 交通

### 公路
安德尔省省道D19线和D925线在武永境内交汇。
2018年，78.7%的武永家庭拥有至少一辆私人汽车。2015年，武永境内共发生各类交通事故1起，造成1人遇难。

### 铁路
距离武永最近的运营中的客运铁路车站为讷维帕尤站，该站位于莱索布赖－蒙托邦铁路上，停靠往返于奥尔良和沙托鲁一线的区域列车。

### 航空
距离武永最近的民用航空站为图尔卢瓦尔河谷机场，距离武永市中心的公路里程约136公里。

### 城市公共交通
截至2021年11月，武永暂无城市公共交通系统。

## 政治

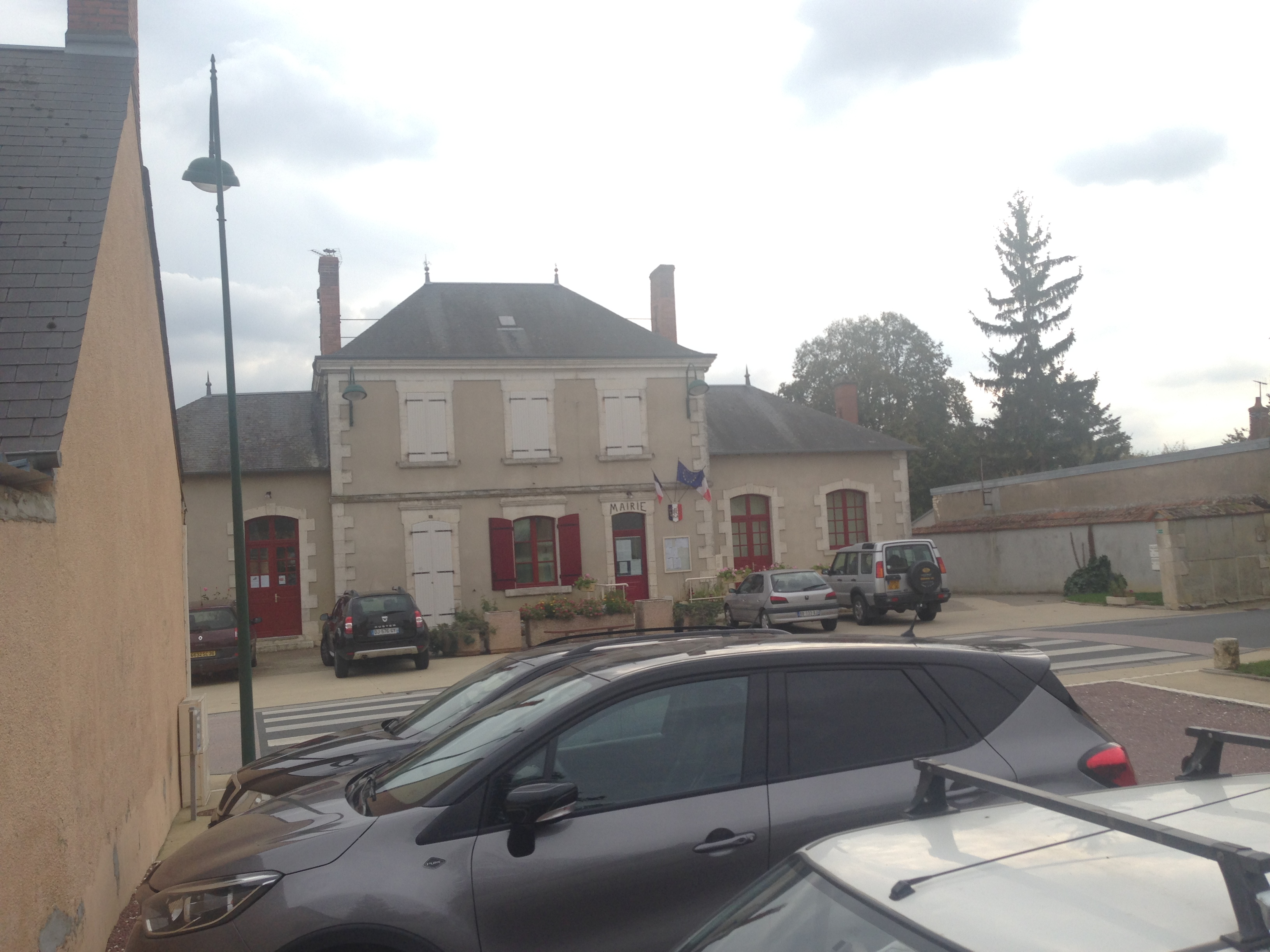
武永市政厅

武永的现任市长为伊夫·普雷沃先生（Yves Prévot），他是一名无党派人士，在2020年的市政选举中获得了85.93%的支持率。
在2017年的法国总统大选中，法国第25任总统埃马纽埃尔·马克龙在武永获得了56.46%的支持率。

## 人口
2018年，武永市镇人口数量为232，在法国排名第24,650位。其中男性112人，女性120人，75岁及以上人口占10.8%，外籍人口数量为37人，人口密度为15人/平方公里，当地居民被称为（男性）或（女性）。2019年，武永境内出生0人，死亡人口3人。
| 年份   | 1936 | 1946 | 1954 | 1962 | 1968 | 1975 | 1982 | 1990 | 1999 | 2006 | 2007 | 2008 | 2013 | 2018 |
| ------ | ---- | ---- | ---- | ---- | ---- | ---- | ---- | ---- | ---- | ---- | ---- | ---- | ---- | ---- |
| 人口數 | 338  | 333  | 307  | 278  | 257  | 228  | 236  | 289  | 250  | 261  | 263  | 264  | 243  | 232  |

## 经济
截止2021年11月，武永共有各类用人单位（包含自雇）30家。

## 财政收入
2019年，武永的财政收入总额为213,300欧元，财政支出总额为151,400欧元，当年的债务总额为82,540欧元。2021年，武永共获得28,901欧元的国家财政补助，比上一年减少了7.12%。
2019年，武永的家庭平均月收入总额为2,006欧元，低于法国平均水平（2,318欧元）。
2018年，武永境内的青壮年（15至64岁）失业率为8.8%，当地58.3%的家庭拥有纳税资格，平均纳税1,821欧元，低于法国平均水平（3,888欧元）。

## 社会事务

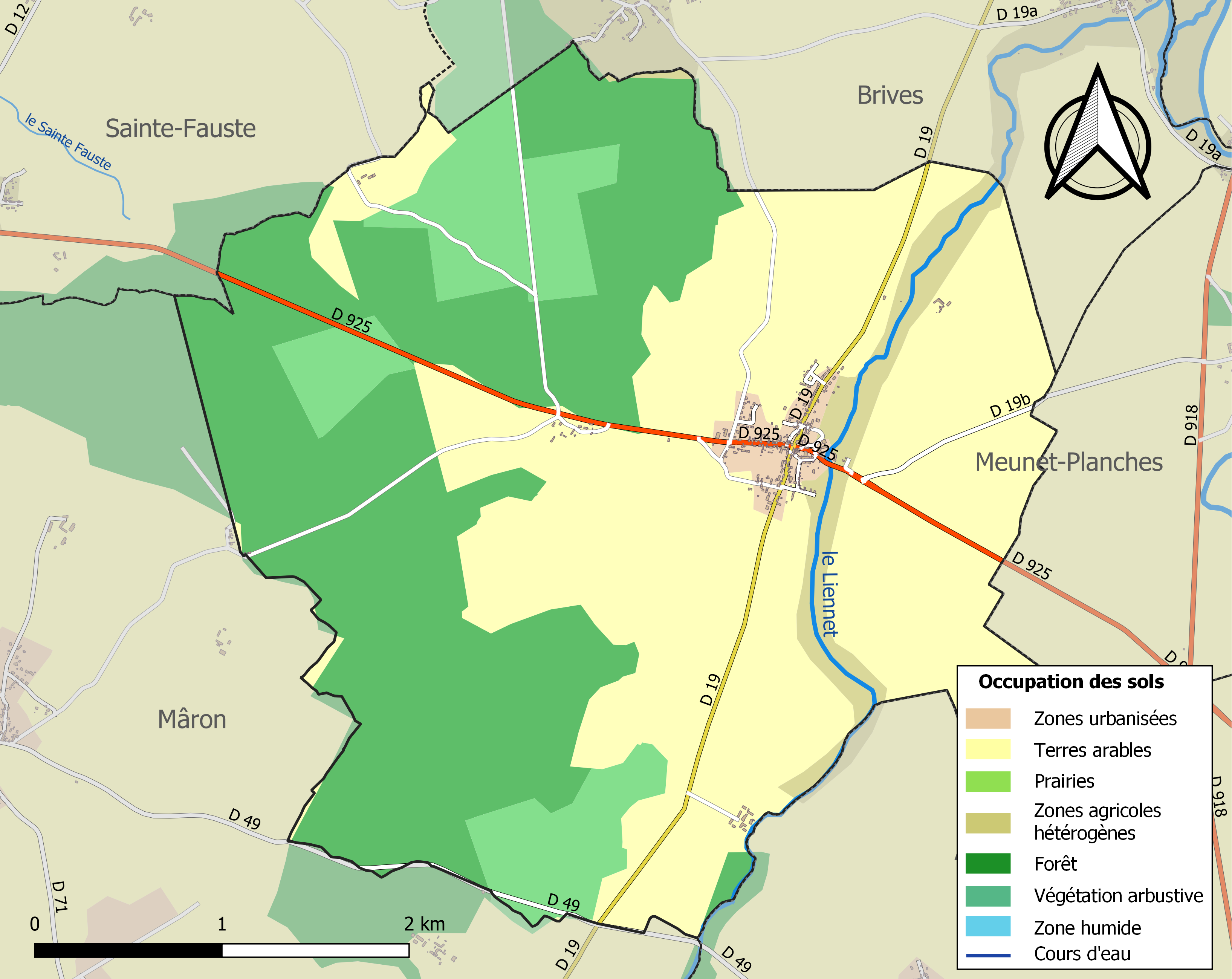
武永土地利用情况地图

### 教育
武永属于奥尔良-图尔学区。截止2020年1月1日，武永境内暂无任何教育机构。

### 医疗
截止2020年1月1日，武永境内暂无任何医护人员及医疗机构。
距离武永最近的区域性医疗机构为沙托鲁中心医院（Centre Hospitalier de Châteauroux），其主病区位于沙托鲁市区南部，距离武永镇中心的正常车程在25分钟以内，该院设有床位755个，是当地规模最大的公立综合性医院。

### 住房
2018年，武永境内共有各类住房136套，均为独立式居民建筑。常住房屋占武永市镇范围内居民建筑总量的84.6%。
在住房保障政策方面，2020年，武永境内共有11户家庭获得了住房经济补助，受益人数占总人口数量的4.7%。

### 商业
2019年，武永境内共有各类实体商铺2家，其中餐厅1家、汽车维修店1家。距离武永最近的大型开放式商业街区位于沙托鲁。

### 体育
2020年，武永境内共有1处网球场以及1处足球或橄榄球场。
截至2021年11月，武永体育联盟（Union Sportive Vouillon）是当地唯一的注册足球队，2021至2022赛季参加安德尔省足球联赛。

### 环境
武永的环境事务由其所属的公共社区负责。2019年，武永境内暂无污染企业。

### 治安
2014年，武永所处的伊苏丹宪兵队辖区范围内（共计72个市镇）共发生各类案件1,669起，其中盗窃类案件972起，经济类案件220起，毒品交易类案件53起。

## 文化

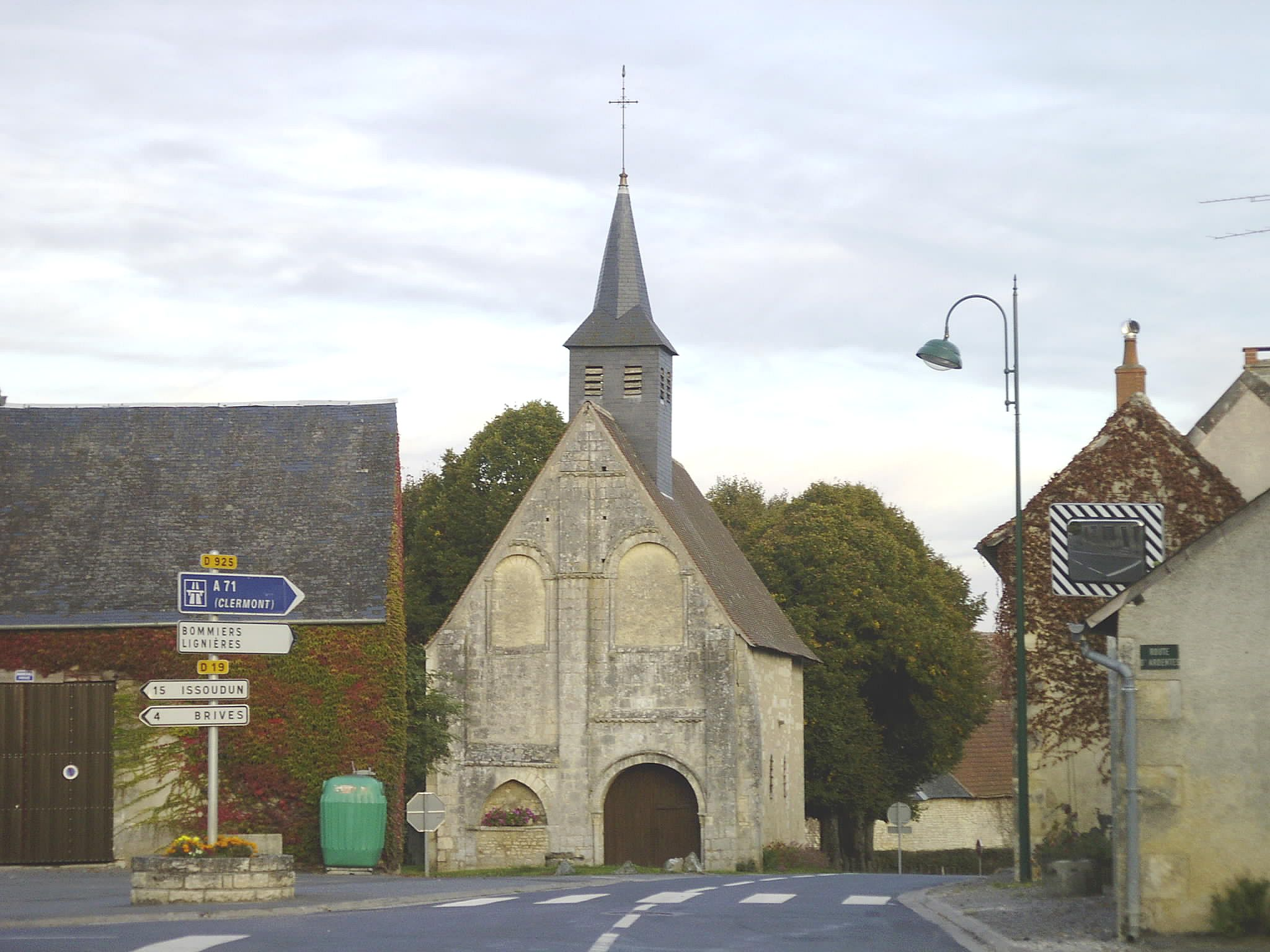
圣萨蒂尔南教堂

2020年，武永境内暂无任何文化设施。武永市政府提供多媒体中心，向公众全年开放。

### 建筑
武永境内有多处历史建筑，其中圣萨蒂尔南教堂（Église Saint-Saturnin de Vouillon）为法国国家文物保护单位，也是当地的地标性建筑物。

### 旅游
武永的旅游事务由其所属的公共社区负责。2021年，武永境内暂无任何游客接待设施。

### 媒体
法国主要的媒体均可在武永接收，法国电视三台下属的中央-卢瓦尔河谷大区频道在部分时段播出武永所属区域的地方新闻。覆盖当地的主要地方性媒体包括伊苏丹电视台、蓝色法兰西贝里频道、《贝里共和人报》、《中西部新共和国报》等。

## 友好城市
截至2021年11月，武永暂未建立任何友好城市关系。